# William Albert

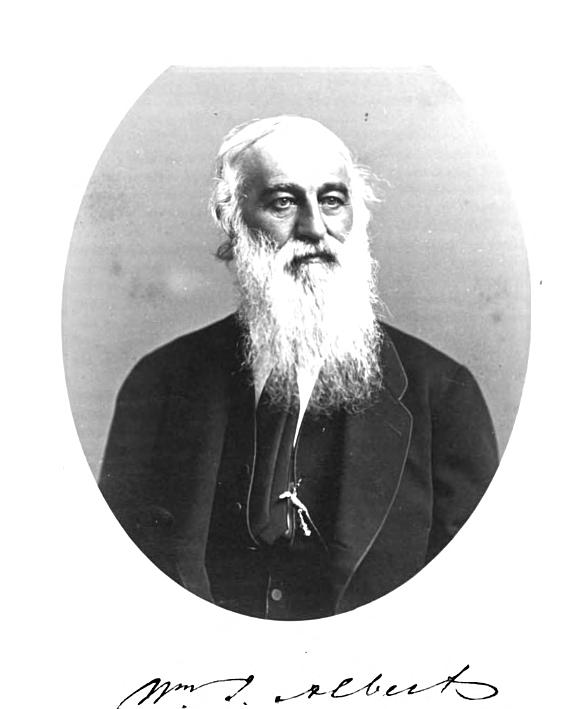
William Julian Albert

William Julian Albert (* 4. August 1816 in Baltimore, Maryland; † 29. März 1879 ebenda) war ein US-amerikanischer Politiker. Zwischen 1873 und 1875 vertrat er den Bundesstaat Maryland im US-Repräsentantenhaus.

## Werdegang
William Albert besuchte bis 1833 das Mount St. Mary’s College in Emmitsburg. Danach war er bis 1855 im Eisenwarengeschäft tätig. Später arbeitete er auch im Bankgewerbe. Vor dem Bürgerkrieg setzte er sich vehement für die Union ein und bekämpfte alle Abspaltungstendenzen in Maryland. Albert war einer der Gründer und Direktoren der First National Bank of Maryland. Außerdem wurde er Direktor verschiedener Versicherungsgesellschaften, Banken und Handwerksbetriebe. Politisch schloss er sich der Republikanischen Partei an. In den Jahren 1866 und 1868 kandidierte er jeweils noch erfolglos für den Kongress.
Bei den Kongresswahlen des Jahres 1872 wurde Albert dann aber im fünften Wahlbezirk von Maryland in das US-Repräsentantenhaus in Washington, D.C. gewählt, wo er am 4. März 1873 die Nachfolge des Demokraten William Matthew Merrick antrat. Da er im Jahr 1874 auf eine erneute Kandidatur verzichtete, konnte er bis zum 3. März 1875 nur eine Legislaturperiode im Kongress absolvieren. Nach dem Ende seiner Zeit im US-Repräsentantenhaus nahm William Albert seine früheren Tätigkeiten wieder auf. Er starb am 29. März 1879 in Baltimore, wo er auch beigesetzt wurde.